# Diptoot
Een diptoot (Arabisch: الممنوع من الصرف al-mamnū‘ min aṣ-ṣarf) is, met name in de Arabische grammatica, een zelfstandig naamwoord met slechts twee naamvalsuitgangen. Onbepaalde naamwoorden krijgen de uitgang -u in de nominatief, en de uitgang -a in zowel de accusatief als de genitief, zonder nunatie. Als het bepaald is, krijgt het diptotische woord in de genitief wel de normale uitgang -i. In geschreven Arabisch krijgen (onbepaalde) diptoten nooit een alif in de accusatief.
Etymologisch komt het woord "diptoot" van het Oudgriekse δίς (dís, 'tweemaal') en πτῶσις (ptōsis, '(naam)val').
Voorbeeld: شَوَارِعُ "lanen"
| naamval    | bepaalde vorm | onbepaalde vorm |
| ---------- | ------------- | --------------- |
| nominatief | الشَوَارِعُ       | شَوَارِعُ           |
| genitief   | الشَوَارِعِ       | شَوَارِعَ           |
| accusatief | الشَوَارِعَ       | شَوَارِعَ           |